# بوچی راک‌نواز
بوچی راک‌نواز (به انگلیسی: Bocchi the Rock!) مجموعه مانگا چهار پنلی ژاپنی نوشته و تصویرگری آکی همزی است که از دسامبر ۲۰۱۷ به صورت سریالی منتشر شده و تا اکتبر ۲۰۲۴ در هفت جلد تانکوبون گردآوری شده است. مجموعه تلویزیونی انیمه اقتباسی تولید استودیو کلوورورکس از اکتبر تا دسامبر ۲۰۲۲ پخش شد.

## داستان
هیتوری گوتو که به اختلال اضطراب اجتماعی مبتلاست و از نظر اجتماعی بی‌دست و پا است، علیرغم تلاش‌هایش، آرزوی تبدیل شدن به یک نوازنده راک را دارد و سعی می‌کند در کنار اضطرابش یک دوست پیدا کند تا اینکه یک دختر به نام Nijika Ijichi او را برای عضویت در گروه تازه تأسیس Kessoku دعوت می‌کند و هیتوری تصمیم می‌گیرد تا وارد گروه شود.